# Adalhard de Seneschalk
Adalhard (voor 817 - na 865) ook Adalard, was seneschalk van keizer Lodewijk de Vrome en zijn tweede vrouw Judith van Beieren, en was aan hun zijde een van de machtigste mannen van de Franken ten tijde van de regering van keizer Lodewijk de Vrome. 

## Frankische opvolgingsstrijd
Adalhard was een van de drie hooggeplaatste gezanten die in het jaar 842 door Karel de Kale en zijn broer Lodewijk de Duitser werden belast met buitengewone bevoegdheden om met hun derde broer Lotharius I te onderhandelen over de verdeling van het Karolingische Rijk en om aan Lotharius het door hen bepaalde derde deel van het rijk aan te bieden (de andere twee gezanten waren vooreerst graaf Koenraad I van Auxerre, broer van keizerin Judith van Beieren, en ook nog graaf Cobbo de Oudere). 
Na de deling van het Karolingische rijk was hij een van de meest invloedrijke groten in het rijk van Lotharius. Hij was lekenabt van de abdijen van Echternach, St. Maximin te Trier en Stavelot.

## Vlucht naar Westelijke Rijk
Op de Rijksdag van april 861 in Regensburg werden de broers Udo, graaf van Lahngouw, Waldo (abt van Schwarzach aan de Boven-Rijn en van Sint-Maximinusabdij te Trier) en Berengarius (graaf van de Hessengouw) veroordeeld voor ontrouw, omdat zij een opstand van Karloman van Beieren hadden gesteund. Hun ambten en leengoederen werden hen ontnomen en zij namen hun toevlucht bij hun verwant Adalhard in het Midden-Koninkrijk van Lotharius II. Wanneer Lodewijk de Duitser en Lotharius II zich kort daarna met elkaar verzoenden, vluchtten zij samen met Adalhard naar het westen in het koninkrijk van Karel de Kale, wiens vrouw Ermentrudis van Orleans een nicht was van Adalhard en mogelijk ook verwant was aan de drie broers via hun vader Gebhard. 
Karel de Kale compenseerde hen voor hun verliezen, en Adalhard werd belast met de opvoeding van Lodewijk, de zoon van Karel de Kale. Daarnaast werd hij lekenabt in verschillende kloosters, waaronder de  Abdij van Sint-Maarten in Tours en de Abdij van Sint-Vaast. Ook werd Adalhard belast met de verdediging van Neustrië tegen de Noormannen. In 862 was hij zendgraaf in Bourgondië.

## Ondergang
In zijn functie als markgraaf moest Adalhard niet alleen vechten tegen de Vikingen maar ook tegen de lokale adel, die hem als een indringer beschouwde en zich met het onafhankelijke Bretagne tegen hem had verbonden. Toen hij in 865 de plundering van Saint-Denis in Parijs niet kon verhinderen, viel hij in ongenade bij Karel de Kale. Ook Udo en Berengarius verloren hun posities en de verloving van Adalhards dochter met Lodewijk III de Jonge, de tweede zoon van Lodewijk de Duitser, werd verbroken.
In middeleeuwse kronieken wordt Adalhard ongunstig beoordeeld. Hij had volgens deze bronnen geen gevoel voor het algemeen belang maar probeerde iedereen te vriend te houden en bracht het koninkrijk grote schade toe.

## Familie en kinderen
Adalhard was de zoon van Leuthard I van Parijs en Grimhilde. Hij bemiddelde in 842 het huwelijk van zijn nicht Ermentrudis van Orléans (825-869) met Karel de Kale.
Adalhard was getrouwd met een vrouw wier naam niet bekend is en had ten minste drie kinderen met haar: 
- Etienne (ovl. na 882)
- Een dochter, naam onbekend, was in 865 verloofd met Lodewijk III de Jonge, zoon van Lodewijk de Duitser
- Adalhard IV (ca. 850 - 890), graaf van Metz, vader van Gerard van de Metzgau